# 아이 스탠드 얼로운 (영화)
《아이 스탠드 얼로운》(프랑스어: Seul contre tous, 영어: I Stand Alone)은 프랑스에서 제작된 가스파 노에 감독의 1998년 영화이다. 노에의 첫 장편 영화 연출작이다. 필리프 나옹 등이 주연으로 출연하였고 뤼실 아지알릴로비치 등이 제작에 참여하였다.

## 출연

### 주연
- 필리프 나옹
- 블랑딘 르누아르

### 조연
- 기욤 니클루
- 올리비에 도랑